# Blood Debts
Blood Debts (pt: Dívida de Sangue) é um filme de ação filipino de 1985 dirigido por Teddy Page e estrelado por Richard Harrison, Mike Monty, Jim Gaines e Daniel Andrew.

## Enredo
Enquanto desfruta de um piquenique, Sarah Collins (Catherine Miles) e seu namorado são surpreendidos por uma gangue de jovens caçadores. Eles a estupram e o matam, mas pouco antes de eles começarem a matá-la, ela foge e corre para a casa de seus pais. Os membros da gangue atiram em Sarah na frente de seu pai, um rico veterinário do Vietnã (Richard Harrison) chamado Mark. Os meninos o ferem gravemente e vão embora.
Poucos meses depois, depois que sua saúde voltou, Mark consegue encontrar os assassinos e mata cada um deles. Ele também continua andando pelas ruas à noite, procurando criminosos em ação para executar até que sua esposa Yvette (Ann Jackson) o convence a parar. No entanto, ele foi observado pelos capangas de Bill (Mike Monty), um empresário enigmático que deseja esmagar o sindicato local das drogas. Bill dá ordens para sequestrar Yvette e força Mark a continuar seu trabalho de vigilante.
Mark eventualmente escapa e confronta Bill fisicamente. Depois de matar a maioria de seus capangas, Mark é jogado no chão e está prestes a ser alvejado por Bill, mas ele puxa um pequeno lançador de foguetes de uma plataforma especial em sua manga e atira em Bill. O filme termina de forma abrupta com uma imagem congelada da explosão e um texto informando ao público que: "Mark Collins, de 45 anos, se entregou às autoridades após o incidente. ele agora está cumprindo uma sentença de prisão perpétua."

## Elenco
- Richard Harrison como Mark Collins
- Ann Jackson como Yvette Collins
- Catherine Miles como Sarah Collins
- Mike Monty como Bill
- James Gaines como Peter